# Вилле, Элиза
Элиза Вилле (нем. Eliza Wille; урождённая Гундален Элизабет Сломан (нем. Gundalene Elisabeth Sloman); 9 марта 1809, Итцехо, Шлезвиг-Гольштейн — 23 декабря 1893, Майлен) — немецкая писательница—романистка.

## Биография
Гундален Элизабет Сломан родилась 9 марта 1809 года в немецком городе Итцехо расположенном в земле Шлезвиг-Гольштейн в семье гамбургского судовладельца Роберта Майлза Сломана и его жены Гундалены, дочери фризского гонщика из Гренландии Хинриха Брарена. В семье было пятеро детей, в том числе Роберт Майлз Сломан Младший, который взял на себя управление судоходной компанией отца после смерти последнего в 1867 году.
В 1836 году издала сборник стихотворений «Dichtungen», который был неплохо оценен публикой и критиками. 
С выходом замуж за швейцарского журналиста Франца Вилле, молодая женщина посвятила себя беллетристике; первый её роман «Felicitas» (1850) появился в Гамбурге и обнаружил в ней недюжинное дарование.
В 1851 году Вилле отправилась с мужем путешествовать и, после долгих странствований, поселилась на берегу Цюрихского озера; здесь были написаны ей романы «Johannes Olaf» (1871) и «Stilleben in bewegter Zeit» (1878). Эти романы были довольно благоприятно приняты публикой.
Элиза Вилле умерла 23 декабря 1893 года в городе Майлене; её муж так и остался вдовцом и через три года тоже скончался.
Её сын — генерал Ульрих Вилле (1848—1925) был командующим швейцарской армией во время Первой мировой войны.